# Barret de copa alta

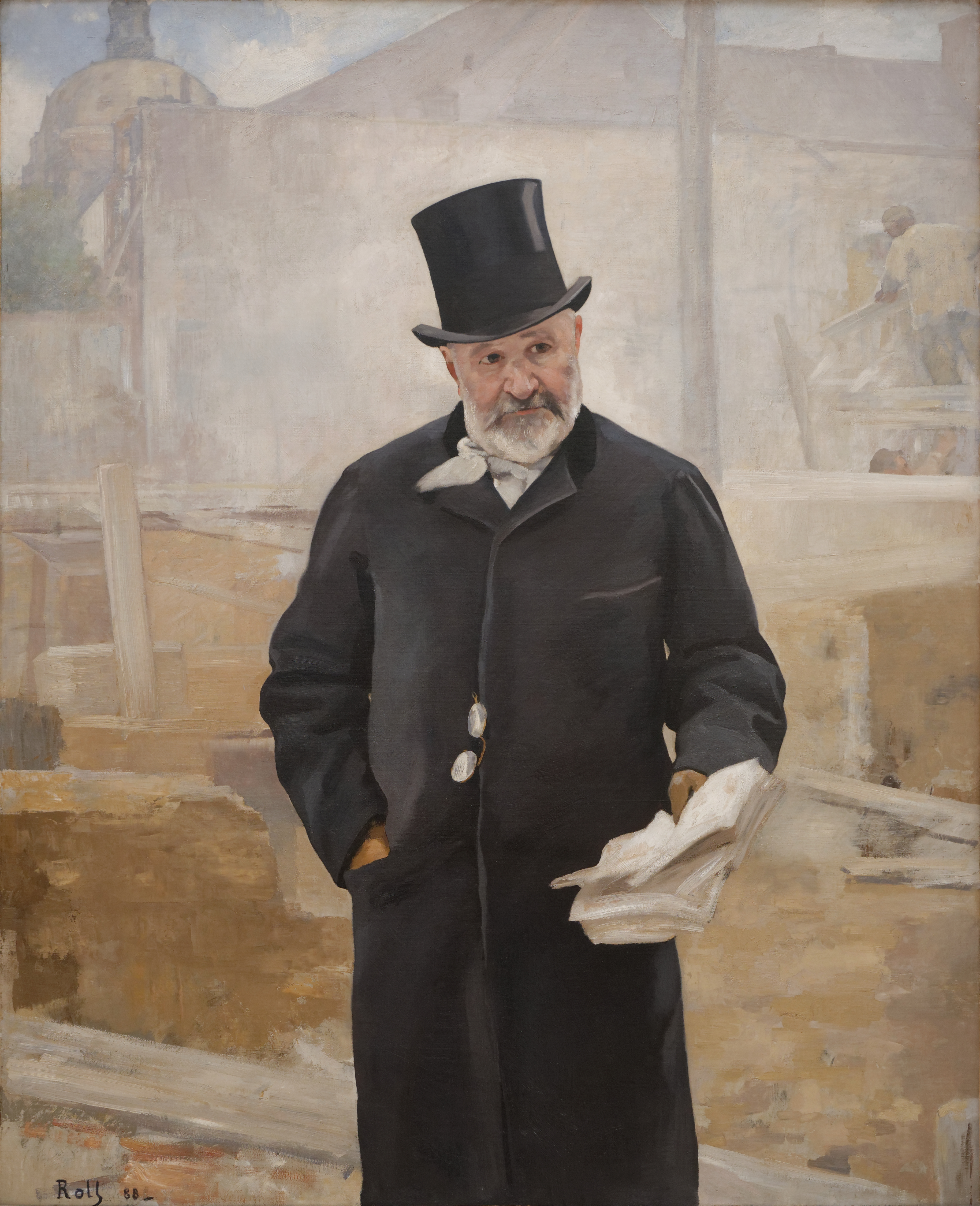
L'enginyer Adolphe Alphand amb barret de copa alta. Retrat de 1888

El barret de copa alta, o simplement copalta, i pejorativament tarot, és un barret cilíndric, de força alçada, amb part superior plana i ala estreta, generalment fet de material rígid. Normalment és negre, tot i que pot presentar altres colors. També és conegut com a barret de copa, nom, però, confusionari, perquè, essent la copa la part del barret que cobreix el crani, tots aquests barrets són "de copa", de fet.
També es coneix com a capell alt, capell de trona, capell de moixina o moixina.
El copalta sorgí a França a les acaballes del segle xviii. Al principi tenia connotacions revolucionàries, raó per la qual era malvist pels cercles de poder. De França passà a Anglaterra, com el pantaló, i, com aquest, fou reexportat arreu en cloure's el període napoleònic i consolidar-se l'estil anglès com a model universal per a la indumentària masculina.
Durant el segle xix el copalta fou una de les lligadures més populars; en duien homes de totes les classes, si bé de mitjan segle ençà tendeix a prendre connotacions de respectabilitat. Cap al 1900, en una curiosa capgirada de papers, el copalta havia esdevingut exclusiu de les classes dominants, fins al punt d'ésser-ne tot un símbol; s'usava en cerimònies solemnes, en el món diplomàtic... o bé com a part del vestit de gala en festes nocturnes, vetllades d'òpera, etc., conjuntament amb frac o, més endavant, esmòquing. Per això les caricatures anticapitalistes representen sempre la burgesia, el banquer, el milionari, etc., com un home gras cofat amb copalta.
El copalta s'ha rarificat d'ençà la segona postguerra mundial, d'acord amb la tendència general a l'eliminació dels formalismes extrems.
El copalta té una versió que pot aplanar-se per a dur-lo còmodament sota el braç, i que es desplega d'un cop sec; es coneix com a claca (del francès chapeau claque), pel soroll que fa en desplegar-lo. Fou inventat per Antoine Gibus el 1823, i per això de vegades hom l'anomena barret Gibus.
Una altra variant del copalta és l'anomenat barret de mitja copa, de forma idèntica però de copa més baixa; s'empra sobretot en equitació.
Un tipus peculiar de copalta militar fou el barret cors, molt popular entre els caçadors (infanteria lleugera) de força exèrcits en el període de les guerres revolucionàries i napoleòniques. Consistia en un copalta troncocònic de feltre negre arranjat com a xamberg, amb l'ala esquerra plegada. En força models l'ala esquerra era desmesuradament llarga, de manera que el plegatge podia arribar fins al cim de la copa o més amunt; en aquest cas, vist de perfil esquerre semblava un bicorn. Podia ornar-se de plomall; aquest fou el cas del model més cèlebre i durador: el barret de Jäger austríac, que consistí en un barret cors emplomallat fins al 1861, en què es transformaria en simple copalta emplomallat.

## Galeria
- Documental neerlandés del 1959 sobre l'elaboració de capells.

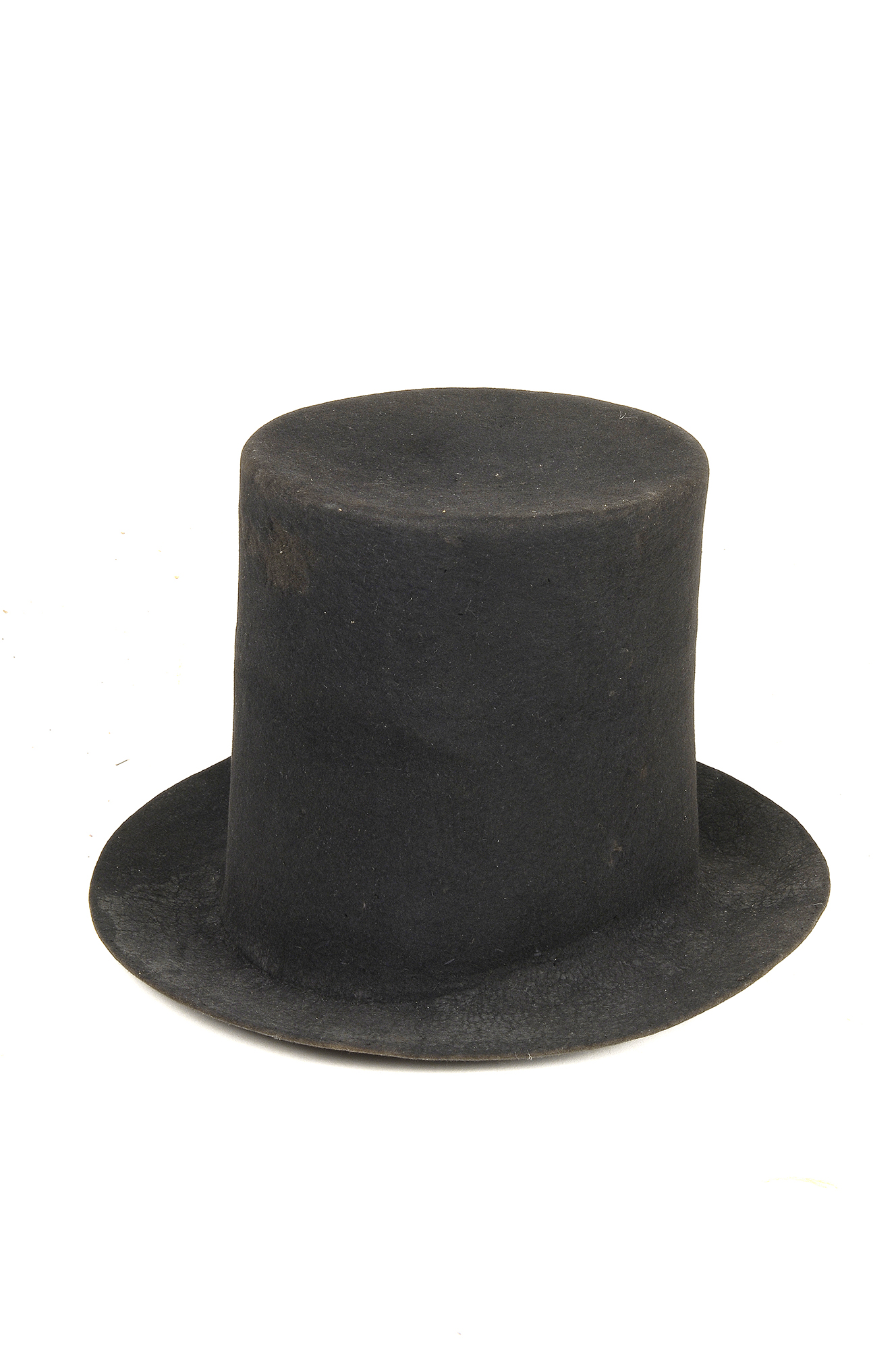
Capell de copalta utilitzat a Els Ports, adquirit a Benito Saval, Plaça del Tossal de València a principis del segle xx.
Barret cors emplomallat (ací, en una variant civil).